# استیرونه
استیرونه (ایتالیایی: Stirone) رود کوچکی است در استان امیلیا-رومانیا در شمال ایتالیا. استیرونه از شاخه‌های سمت چپ رودخانه تارو است. استیرونه کمی پیش از آن‌که تارو به رودخانه پو بریزد به آن می‌پیوندد.
رود استیرونه از دامنه‌های کوه متزانو و کوه سانتا کریستینا سرچشمه می‌گیرد. بخشی از مسیر رود استیرونه مرز بین استان‌های پیاچنزا و پارما را تشکیل می‌دهد. این رود سپس یک دشت ابرفتی تشکیل می‌دهد که یک پارک منطقه‌ای به‌شمار می‌آید و به خاطر فسیل‌های خود شهرت دارد. استیرونه سپس به شهر فیدنتزا رسیده و سرانجام در فونتانله به رود تارو می‌ریزد.
سنتاً گفته می‌شود که سان دونینوی فیدنتزایی، از قدیسان کاتولیک ایتالیا در کناره‌های رود استیرونه جان باخته است.